# 世田谷区立松原小学校
世田谷区立松原小学校（せたがやくりつ まつばらしょうがっこう）は、東京都世田谷区松原5丁目にある公立小学校。

## 概要
- 学級数：20（平成29年度）
- 学校給食：あり
- 制服：なし
- 新BOP制度：あり

## 沿革
出典『世田谷区立松原小学校沿革（松原小学校ホームページ内）』
- 1934年（昭和9年）4月4日 - 松原町2丁目490番地に東京都松沢市小学校の松原分教場として開設。第2学年以下の382名を収容。
- 1935年（昭和10年）3月31日  - 初代校長として、小沢恒衛着任。
- 1936年（昭和11年）11月1日 - 東京市松原尋常小学校開校。この日を開校記念日と定めた。
- 1938年（昭和13年）3月25日 - 第1回卒業式挙行。
- 1941年（昭和16年）4月1日 - 国民学校令により、東京市松原国民学校と改称。
- 1943年（昭和18年）7月1日 - 東京都制施行により、東京都松原国民学校と改称。
- 1944年（昭和19年）8月31日 - 戦局の悪化により、新潟県古志郡栖吉村に学童疎開（一次先遣隊）。
- 1945年（昭和20年）
  - 3月24日 - 新潟県古志郡栖吉村に学童疎開（一次後発隊）。
  - 5月24日 - 戦災のため校舎全焼。
  - 6月18日 - 新潟県南蒲原郡田上村、下条村に学童集団疎開（二次）。
  - 7月22日 - 校庭にて寺子屋教育実施（残留児童101名）。
  - 9月1日 - 松沢小学校旧校舎5教室借用し、授業開始。
  - 10月31日 - 栖吉村、田上、下条集団疎開学童が帰京。
- 1947年（昭和22年）
  - 4月1日 - 学制改革により、東京都世田谷区立松原小学校と改称。
  - 5月23日 - 10教室落成し、全児童が復帰。全学年二部授業実施。
- 1950年（昭和25年）11月1日 - 開校15周年記念行事挙行。児童会館（25坪）落成（寄贈:関口リカ）。
- 1955年（昭和30年）5月20日 - 給食室落成。
- 1956年（昭和31年）6月20日 - 校地140坪拡張。
- 1958年（昭和33年）
  - 6月22日 - 北側校舎焼失。
  - 8月30日 - 罹災教室復旧工事完了。
- 1965年（昭和40年）11月1日 - 開校30年記念式典挙行し、祝賀会・展覧会開催。
- 1967年（昭和42年）3月14日 - 屋内体育館落成式挙行。
- 1974年（昭和49年）3月31日 - 
  - 南校舎(第3校舎)竣工。
  - 8月8日 - プール工事竣工。
- 1975年（昭和50年）
  - 7月1日 - 西校舎(第1校舎)竣工。
  - 11月12日 - 開校40周年記念及び校舎改築落成記念式典挙行。鳥小舎落成（寄贈:城西ライオンズクラブ）。
- 1978年（昭和53年）
  - 5月27日 - 西校舎増築工事(第1校舎)竣工。
  - 9月7日 - 校庭整地。スプリンクラー設置。体育倉庫新築工事竣工。
- 1979年（昭和54年）10月3日 - 松原5丁目507番8号の宅地を学校敷地に編入。
- 1981年（昭和56年）3月5日 - 西校舎2教室増築、防災倉庫、屋外受水槽校時竣工。
- 1982年（昭和57年）8月31日 - 校舎及び体育館の窓枠サッシ取り替え工事。第2音楽室冷暖房校時竣工。
- 1984年（昭和59年）3月14日 - 第2校舎⇔第3校舎への渡り廊下改修、正門内地下貯水槽新築工事竣工。
- 1985年（昭和60年）
  - 9月20日 - 体育館屋根取り替え、内外塗装工事完了。
  - 11月6日 - 開校50周年記念式典挙行、祝賀会・展覧会開催。
- 1986年（昭和61年）8月31日 - 第2校舎大規模改修。全校舎ガス暖房工事完了。
- 1989年（平成元年）8月31日 - 第3校舎大規模改修、管理室等冷房工事。
- 1992年（平成4年）
  - 2月24日 - ランチルーム2教室工事完了。
  - 3月10日 - プール改修工事完了。
  - 4月1日 - 松原小学校学童クラブ開設。
- 1994年（平成6年）
  - 1月24日 - まつばら橋取替工事。
  - 2月3日 - 第3校舎非常階段改修工事。
  - 9月20日 - 第1校舎外壁塗装工事。
- 1995年（平成7年）
  - 3月16日 - 体育館水引き幕・袖幕改修工事。
  - 6月24日 - 開校60周年記念松原小フェスティバル開催。
  - 10月1日 - パソコンルーム設置工事を行い、パソコン8台設置。
  - 10月2日 - この日から31日まで、開校60周年記念資料展開催。
  - 10月21日 - 開校60周年記念式典挙行し、祝賀会開催。
  - 11月15日 - 焼却炉改築。
- 1996年（平成8年）11月30日 - 給食室改装工事竣工。
- 1998年（平成10年）7月10日 - 学校協議会設置。
- 1999年（平成11年）3月3日 - 学校給食用生ゴミ処理機設置。
- 2000年（平成12年）
  - 5月12日 - 新BOP開設。
  - 9月1日 - 校庭と校門の改修工事。
- 2003年（平成15年）10月1日 - 第3校舎トイレ改修工事。
- 2004年（平成16年）
  - 8月 - 第1校舎耐震改修工事。
  - 10月 - 体育館大規模耐震工事。
- 2005年（平成17年）10月29日 - 創立70周年記念式典挙行し、祝賀会開催。
- 2007年（平成19年）5月 - ともだち教室開級。
- 2009年（平成21年）4月22日 - 緑のカーテン設置。
- 2010年（平成22年）
  - 9月21日 - 給食室改修工事。
  - 11月1日 - 75周年ハッピーバースデー集会開催。
- 2011年（平成23年）7月11日 - 外部大規模改修工事起工。
- 2013年（平成25年）9月30日 - 内部大規模改修工事（1期）竣工。
- 2014年（平成26年）4月1日 - 平成26年度オリンピック教育推進校。
- 2015年（平成27年）10月1日 - 創立80周年記念式典挙行。
- 2020年（令和2年）10月1日 - 創立85周年記念航空写真撮影。

## 校歌
小橋一雄作詞・土橋啓二作曲

## 学校周辺
- 勝林寺
- 延重寺
- 常念寺
- 日本基督教団松原教会
- 社会福祉法人松原福祉会松原保育園 - 進学前保育園のひとつ
- 日本学園中学校・高等学校
- セブンイレブン世田谷松原5丁目店

## アクセス
- 京王明大前駅から、徒歩約10分。

## 著名な関係者
出身者
- 米川伸一
- 筒井はじめ
- 滝沢カレン
- 松平定知
- 美山千香士
- 水木一郎

教職員
- 坪田耕三（数学教育者、教諭として勤務）